# Mormaer

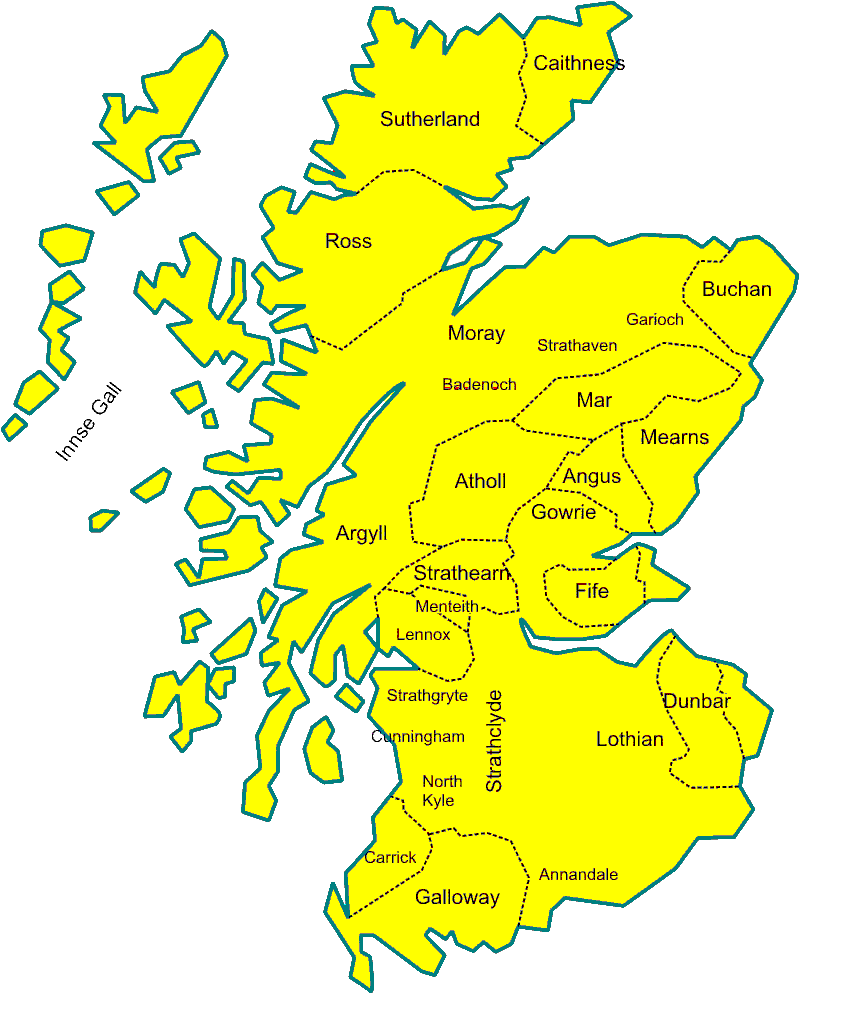
Mapa de los Mormaer y otros señoríos en la Escocia medieval, hacia 1230.

Mormaer era un título nobiliario asignado a un gobernante provincial en el reino de Escocia durante la Edad Media, cuyos primeros registros aparecen entre los siglos X y XI. En teoría, aunque no siempre en la práctica, un moarmer solo estaba sujeto directamente a la corona y su categoría era inmediatamente superior a un toisech. El título de mormaer se menciona por primera vez en contexto de la batalla de Corbridge (918), en los Anales de Ulster. El primer titular fue Dubacan mac Indrechtaich, uno de los acompañantes de Amlaíb, hijo de Constantino II de Escocia. Su muerte en la batalla de Brunanburh (937) está registrada en la crónica de los reyes de Alba. Se le menciona como Mormair Oengusa (Mormaer de Angus). 
Otros tres mormaer aparecen en los Anales de Tigernach, pero sin citar las provincias en 976. No obstante, los primeros mormaer de cada provincia no aparecen mencionados vagamente hasta el siglo XII, a partir de entonces parece ser que ocho de las dinastías conocidas de mormaer eran hereditarias, continuas y sin fragmentación, que se sumaban a las conocidas y aún más antiguas de Charraigm, Dunbarra, Cataidh y Moireabh.
Es más que probable que moarmer sea la versión gaélica del jarl escandinavo y earl de los anglosajones, a la vista que hasta el siglo XIV no hay registros sobre el uso del título de “earl” usado en Escocia cuyo testimonio más antiguo es el Moarmer de Lennox. Un señorío de moarmer no era un simple gobierno regional, tenía rango oficial condal. Por eso existían otros señoríos, incluso más poderosos, que nunca ostentaron rango de moarmer o jarls como el Señorío de Galloway, Señorío de Argyll y Señor de las Islas.
- Dinastías anteriores al siglo XII:
  - Mormaers de Cataibh
  - Mormaers de Moireabh
  - Mormaers de Lodainn/Dunbarra

- Dinastías tradicionales de moarmers a partir del siglo XII (sin pruebas de su existencia anterior):
  - Mormaers de Marr
  - Mormaers de Buchan
  - Mormaers de Athal
  - Mormaers de Aonghais
  - Mormaers de Fiobh
  - Mormaers de Sratheireann
  - Mormaers de Moneteadhaich
  - Mormaers de Leamhnachd

- Otros:
  - Mormaers de Charraig
  - Mormaers de Ros (más tradía, hacia el siglo XIII)

## Lista de Mormaers

Mapa de Escocia durante el reinado de Alejandro II de Escocia, los datos no son precisos.

El presente listado no incluye el jarl de las Orcadas, cuya soberanía dependía de Noruega y no se sometieron a Escocia hasta el siglo XV. Sutherland debería estar incluido, pero se creó más tarde y posiblemente por una familia extranjera.  
- Mormaer de Moray o Reino de Moray
- Mormaer de Fife
- Mormaer de Strathearn
- Mormaer de Angus
- Mormaer de Atholl
- Mormaer de Buchan
- Mormaer de Caithness, ver Jarls de las Orcadas
- Mormaer de Carrick, ver Condado de Carrick
- Mormaer anglo-escocés de Lothian/Dunbar, ver Condado de Dunbar
- Mormaer de Lennox
- Mormaer de Mar
- Mormaer de Mearns
- Mormaer de Menteith
- Mormaer de Ross